# لورانس دالي بيل
لورانس دالي بيل (بالإنجليزية: Lawrence Dale Bell)‏ هو صناعي أمريكي، ولد في 5 أبريل 1894 في مينتون في الولايات المتحدة، وتوفي في 20 أكتوبر 1956 في بوفالو في الولايات المتحدة.

## وصلات خارجية
- لورانس دالي بيل على موقع الموسوعة البريطانية (الإنجليزية)
- لورانس دالي بيل على موقع إن إن دي بي (الإنجليزية)